# Helena Zvolenská
Helena Zvolenská (Bratislava, 24 gennaio 1939) è un'ex cestista cecoslovacca.

## Carriera
Con la Cecoslovacchia ha disputato due edizioni dei Campionati mondiali (1964, 1967) e tre dei Campionati europei (1962, 1966, 1968).